# Тахти-Кувад
Тахти́-Кува́д — археологический объект в Кубодиёнский район Таджикистана. Он расположен недалеко от слияния рек Вахш и Пяндж, которые продолжают своё течение как Амударья.
Обычно его считают первоначальным местом находки Амударьинского клада, который датируется VI-м-IV-м веком до нашей эры. Первым печатным упоминанием о кладе была статья в российской газете в 1880 году, написанная русским генералом Маевым, который в 1879 году находился в этом районе, расспрашивая о Закаспийской железной дороге, которую русские только начали строить. Он рассказал, что в местных сообщениях говорилось, что в развалинах древнего форта под названием «Тахти-Кувад» были найдены сокровища, которые были проданы индийским купцам.
Это место близко к Тахти-Сангину, но отличается от него. Городище Тахти-Сангин находится непосредственно к югу от места, где река Вахш и Амударья встречается с рекой Пяндж, примерно в пяти километрах к северу от Тахти-Кувада.